# Chiesa di Santa Maria a Colonna
La chiesa di Santa Maria a Colonna era un edificio religioso situato nella parte settentrionale del territorio comunale di Cinigiano. La sua esatta ubicazione era in località Poggio Colonna, nell'area collinare a nord di Porrona, ove attualmente si trova un complesso agricolo.

## Storia e descrizione
Di origini medievali, la chiesa era una suffraganea della non lontana Pieve di Santa Maria ad Oppiano, anch'essa scomparsa nel corso dei secoli. L'esistenza di questo edificio religioso è accertata sia in epoca tardomedievale che all'inizio del periodo rinascimentale. In particolare, la sua funzionalità viene ricordata fino a tutto il Quattrocento, epoca in cui iniziò l'abbandono di numerose chiese della zona a vantaggio di pievi e chiese parrocchiali di riferimento. L'edificio religioso fu pertanto abbandonato nel corso dei secoli successivi, andando incontro ad un lento ma inesorabile degrado che ha portato alla sua definitiva scomparsa.
Della chiesa di Santa Maria a Colonna si è perduta ogni traccia, pur essendo identificabile con precisione il luogo in cui era ubicata grazie al toponimo.